# Joutenjärvi (sjö i Ilomants, Norra Karelen, 62,84 N, 30,73 Ö)
Joutenjärvi är en sjö i kommunen Ilomants i landskapet Norra Karelen i Finland. Den är 3,5 meter djup. Arean är 41 hektar och strandlinjen är 5,18 kilometer lång. Sjön  ingår i Vuoksens huvudavrinningsområde.   Den ligger omkring 56 kilometer nordöst om Joensuu och omkring 430 kilometer nordöst om Helsingfors. 